# Armindo Soares Mariano

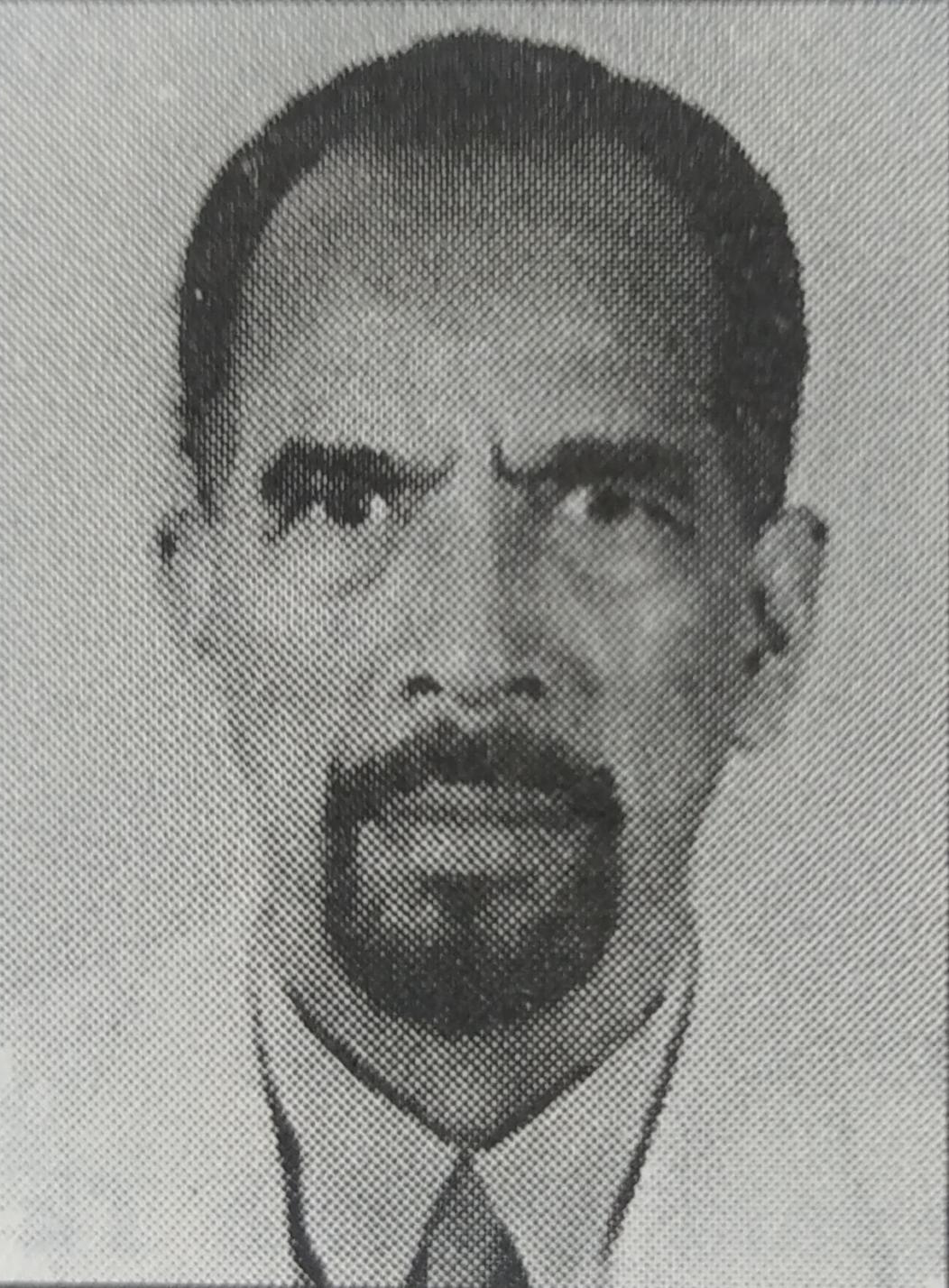
Armindo Soares Mariano (1998)

Armindo Soares Mariano (* 30. Januar 1947 in Uatucarbau, Viqueque, Portugiesisch-Timor; † 13. April 2023 in Kupang, Indonesien) war ein Politiker im indonesisch besetzten Osttimor (Timor Timur). Hier war er der Provinzchef der indonesischen Staatspartei Golkar.

## Werdegang
In der portugiesischen Kolonialzeit war Mariano Grundschullehrer. Als Portugal den Abzug aus seiner Kolonie vorbereitete, schloss sich Mariano der Associação Popular Democrática Timorense (APODETI) an, einer von Indonesien finanzierten Partei, die den Anschluss Osttimors an den Nachbarstaat propagierte aber kaum Unterstützung von der Bevölkerung erhielt. In der APODETI spielte Mariano damals keine hervorragende Rolle.
Nach der Invasion der Indonesier Ende 1975 hatte Mariano verschiedene Verwaltungsposten inne, zunächst im Amt für Bildung und als stellvertretender Distriktschef (Wakil Bupati) von Viqueque. Von 1989 bis 1994 Mariano war Distriktschef (Bupati) von Dili. Danach wechselte er von der APODETI zur Golkar, wurde zweiter Assistent des Provinzsekretärs (Asisten II Sekwilda Timtim) und Provinzvorsitzender der Golkar. 1992 und 1997 kandidierte Mariano für das Amt des Provinzgouverneurs, unterlag aber beide Male José Abílio Osório Soares (nicht verwandt) von der APODETI, mit dem er eine angespannte Beziehung hatte. Im Juli 1997 wurde Mariano, auf Empfehlung der Fraktion der Streitkräfte im Repräsentantenrat des Volkes (DPRD), zum Vorsitzenden des Provinzparlament ernannt.
Mit dem Rücktritt des indonesischen Diktators Suharto wuchs der Druck der Studenten in Osttimor, die ein Unabhängigkeitsreferendum forderten. Mariano lehnte dieses als „Traum“ ab, befürwortete stattdessen eine Autonomielösung innerhalb Indonesiens und fuhr weiter eine harte Linie gegen die Unabhängigkeitsaktivisten. Salvador Ximenes Soares, den moderaten nationalen Abgeordneten von Golkar und Herausgeber der Zeitung Suara Timor Timur, berief Mariano von seinem Posten in Jakarta ab, mit der Begründung, dieser sei illoyal zur Golkar gewesen. Als Präsident Bacharuddin Jusuf Habibie das Unabhängigkeitsreferendum für den 30. August 1999 ankündigte, kritisierte Mariano das scharf und begann ab Februar 1999 aggressiv für die Autonomielösung zu werben. Er mitgründete dafür die pro-Autonmie-Organisation Forum Persatuan, Demokrasi das Keadilan (FPDK,deutsch Forum Einheit, Demokratie & Gerechtigkeit), die später auch mit Hilfe von Mariano, in der Vereinigte Front für Osttimor (UNIF) aufging. Bei den Kampagnen kam es zu mehreren gewalttätigen Zwischenfällen. Nachdrücklich setzte er sich für die Bewaffnung der pro-indonesischen Milizen ein. General Wirantos Vorschlag diese zu entwaffnen, ohne die osttimoresische Widerstandsbewegung FALINTIL zu entwaffnen, lehnte er nachdrücklich ab.
Die Ausmaße des Kirchenmassakers von Liquiçá am 6. April spielte Mariano herunter und nannte ausländische Berichte eine Lüge. Mariano ging von fünf Toten aus. Offizielle indonesische Quellen sprechen von 61 Toten, osttimoresische Quellen von bis zu 200. Am Massaker im Haus von Manuel Carrascalão mit mindestens 19 Toten am 17. April gibt Milizenchef Eurico Guterres Mariano und Domingos Maria das Dores Soares, dem Nachfolger Marianos als Bupati von Dili, eine Mitschuld. Am 11. Mai 1999 fand ein Geheimtreffen der pro-indonesischen Milizenchefs, der örtlichen Militärchefs, des Geheimdienstes und der Polizei teil, bei dem Pläne zu Gewalttaten gegen osttimoresische Unabhängigkeitsaktivisten besprochen wurden. Initiator war der Oberbefehlshaber der indonesischen Streitkräfte in Osttimor Oberst Tono Suratman. Die Organisation übernahmen Mariano und Domingos Maria das Dores Soares, weswegen die beiden als die führenden Politiker hinter der folgenden Aktionen der Milizen gelten. In dieser letzten Gewaltwelle starben etwa 2000 Menschen. 480.000 Menschen wurden zur Flucht gezwungen.
Im Unabhängigkeitsreferendum sprachen sich 78,5 % der Wähler für die Unabhängigkeit aus. Mariano zweifelte das Ergebnis an, weil die Autoniomielösung in Dili weniger als 50.000 Stimmen erhielt. Mariano hatte erwartet, dass aufgrund der vielen Zivilangestellten und Beamten dort, in der Hauptstadt 100.000 Stimmen für Indonesien abgegeben hätten werden müssen. Mariano und die UNIF sprachen daher von Wahlfälschung durch die Mission der Vereinten Nationen in Osttimor (UNAMET). Der Versuch Marianos, das indonesische Parlament dazu zu bewegen, das Referendum nicht anzuerkennen und ein indonesienweites Referendum zur Unabhängigkeit Osttimors durchzuführen, scheiterte.
Beim Abzug der Indonesier aus Osttimor 1999 floh Mariano in das indonesische Westtimor, wo er 2009 Mitglied des Parlaments der Provinz Ost-Nusa-Tenggara für die Partei der Bewegung Großes Indonesien (Gerinda) wurde. 2002 war Mariano amtsführender Chef der Uni Timor Aswain (UNTAS).